# Szász Kitti
Szász Kitti (Kazincbarcika, 1991. augusztus 31. –) négyszeres világbajnok freestyle labdarúgó, női freestyler.

## Pályafutása
2008-ban ismerkedett meg a freestyle labdarúgás alapjaival, majd első jelentősebb eredményeként 2012 szeptemberében diadalmaskodott az olaszországi Leccében megrendezett Red Bull Street Style 2012 elnevezésű nemzetközi torna döntőjében a nők mezőnyében, így ő lett a sportág nemhivatalos világbajnoka. 2013-ban a Nemzeti Sport, a Blikk és a Felix Promotion közös szavazást írt ki a 2012-es év extrém sportolója kategóriában. A díjat Poór Brigitta tereptriatlonista nyerte, Szász a második helyen végzett. Augusztusban a prágai  Superball nevű viadalon nem tudta megszerezni az első helyet, a francia Melody Donchet jobbnak bizonyult. A sportág nemhivatalos világbajnokságának tekintett eseményen, a tokiói Red Bull Street Style döntőjében azonban ismét ő bizonyult a legjobbnak. Decemberben hazai közönség előtt szerzett Európa-bajnoki címet. 2014-ben kétszeres világbajnokként lépett fel Brazíliában, az Arena de São Paulo-ban 22 ezer ember előtt. A novemberi Red Bull Street Style döntőjében ezúttal a második helyen végzett, a 2016-os londoni világdöntőben pedig a negyedik helyet szerezte meg. 2017-ben Guinness-rekorder lett, miután egy perc alatt 107 alkalommal dekázott a sarkán, amivel megdöntötte az amerikai Indi Cowie 102-es csúcsát.